# Термінал ЗПГ Делімара
Термінал ЗПГ Делімара – інфраструктурний об’єкт, створений для забезпечення імпорту зрідженого природного газу (ЗПГ) на острів Мальта.
Тривалий час генерація електроенергії для острівної держави Мальта відбувалась шляхом спалювання нафтопродуктів. У 2010-х роках на тлі зростаючої індустрії ЗПГ реалізували проект з переведення ТЕС Делімара на природний газ, для чого поряд з електростанцією облаштували термінал із прийому ЗПГ. Його особливістю стала відсутність наземних сховищ, замість яких використали пришвартоване на довготривалу стоянку плавуче сховище Armada LNG Mediterrana з об’ємом резервуарів 125 тис м3. 
В той же час, на відміну від плавучих терміналів, установка регазифікації розташована на суходолі. Нагрівання ЗПГ відбувається за допомогою тепла від електростанції, при цьому теплообмінна система використовує водно-гліколеву суміш і пропан. У випадку потреби до нагріву також залучають морську воду.
Регазифіковане блакитне паливо надходить на ТЕС, де використовується як переведеною на газ третьою чергою, так і додатково спорудженою в межах проекту ЗПГ-терміналу четвертою чергою.
За проектом, термінал прийматиме ЗПГ-танкери з інтервалом у 1-2 місяці. Проектна пропускна здатність об'єкту визначена на рівні 0,5 млн тон ЗПГ на рік.